# Хорасанские курды
Хораса́нские ку́рды (курд. کوردانی خۆراسان; перс. کردهای خراسان‎) — этнотерриториальная группа курдов, сформировавшаяся в начале XVI века в исторической области Хорасан.
Курды населяют провинции Северный Хорасан и Хорасан-Резави на северо-востоке Ирана, вдоль ирано-туркменской границы. Говорят на диалекте курманджи и исповедуют шиизм, суннизм.
В Северном Хорасане и Хорасан-Резави насчитывается около 696 курдских деревень. Многие курдские племена Хорасана тесно связаны с хорасанскими тюрками.

## История
Депортации курдов из современного Северного Курдистана и Закавказья в Хорасан были начаты Исмаилом I и продолжились при Тахмаспе I в начале XVI века. Еще 45 000 курдских семей были депортированы с 1598 по 1601 год. В последующие десятилетия Аббасом Великим в Хорасане были основаны пять курдских владений, простиравшихся от Астарабада до Ченарана. Во время правления Надир-шаха курды из Ардалана и те, кто уже был депортирован в Хорасан, были поселены в провинции Гилян.
Основной причиной депортаций было желание создать линию обороны от кочевников из Центральной Азии (туркмен и узбеков).
На сегодняшний момент, в двух провинциях Хорасана насчитывается около 696 курдских деревень. Многие племена тесно связаны с тюрками.

## Культура
Хорасанские курды взаимодействовали с соседними хорасанскими тюркскими и туркменскими племенами. Так, Некоторые произведения Джафара Коли, самого известного хорасанского курдского поэта конца XIX века, были написаны по образцу стихов туркмена Ашика Махтумкули XVIII века, а также стихов хорасанских тюрок.

## Язык
Хорасанский курманджи является разновидностью севернокурдского и не имеет отдельных говоров. На него оказали влияние фарси, хорасанско-тюркский и туркменский языки.
Два из четырех основных курдских хорасанских племен, а именно зафаранлу, шадлу, в основном говорят на хорасанско-тюркском.
Некоторые племена говорят на южнокурдском лаки.
Многие хорасанские курды говорят также на хорасанско-тюркском, в основном из-за смешанных браков с хорасанскими тюрками. Однако персидский при таких браках является лингва франком.

## Племена
Основными курдскими племенами Хорасана являются зафаранлу, шадлу, кейванлу и амарлу.
Согласно Аббасали Мадиху, курдские племена в Хорасане включают Амар, Башван, Бадлан, Бериван, бицерван, Шапеш, Даван, Хамазкан, Изан, Кейван, Мамян, Мастян, Моздеган, Палокан, Качкан (или Коч-куюнлу), Карабаш, Карачур, Караман, Решван, Рудкан, Севкан, Силсепуран, Шад, Шейхкан , Ширван, Торосан, Тукан, Тупкан, Зафаран, Зангалан, Зараккан, Зардкан и Зейдан. Однако несколько племен, таких как караманлу и силсепуранлу или силсупюр («зачистка» по-тюркски), имеют туркменское происхождение. Некоторые племена смешались с соседними хорасанскими тюрками и испытывают путаницу в идентичности.
Другие племена относятся к аширету лаки, которые все еще говорят на одноименном диалекте.